# Araneus sponsus
Araneus sponsus är en spindelart som först beskrevs av Tord Tamerlan Teodor Thorell 1887.  Araneus sponsus ingår i släktet Araneus och familjen hjulspindlar. Inga underarter finns listade i Catalogue of Life.